# Grote Prijs Stad Zottegem 1984
Il Grote Prijs Stad Zottegem 1984, quarantanovesima edizione della corsa, si svolse il 21 agosto 1984 su un percorso di 184 km con partenza e arrivo a Zottegem. Fu vinto dal belga Luc Colijn della Safir-Van de Ven-Colnago davanti ai suoi connazionali Alain De Roo e Ferdi Van Den Haute.

## Ordine d'arrivo (Top 10)
| Pos. | Corridore           | Squadra                              | Tempo    |
| ---- | ------------------- | ------------------------------------ | -------- |
| 1    | Luc Colijn          | Safir-Van de Ven-Colnago             | 4h21'00" |
| 2    | Alain De Roo        | TeVe Blad-Perlav-Moser               |          |
| 3    | Ferdi Van Den Haute | La Redoute                           |          |
| 4    | Gery Verlinden      | Splendor-Mondial-Marc                |          |
| 5    | Eddy Vanhaerens     | Safir-Van de Ven-Colnago             |          |
| 6    | Werner Devos        | Safir-Van de Ven-Colnago             |          |
| 7    | Dirk Demol          | Splendor-Mondial-Marc                |          |
| 8    | Eric Van Lancker    | Fangio-Tonissteiner-O.M.Trucks-Mavic |          |
| 9    | Rudy Matthijs       | Splendor-Mondial-Marc                |          |
| 10   | Patrick Vermeulen   |                                      |          |